# Unteni, Fălești
Unteni este un sat situat în vestul Republicii Moldova, în lunca Prutului, în Raionul Fălești. Aparține administrativ de comuna Horești. La recensământul din 2004 avea o populație de 167 locuitori.